# ولادیمیر وواسینوویچ
ولادیمیر وواسینوویچ (سیریلیک صربی: Владимир Вујасиновић؛ زادهٔ ۱۴ august ۱۹۷۳ (۵۱ سال)) بازیکن واترپلو اهل صربستان است.